# Estación Quillota Sur
Quillota Sur será una estación ferroviaria que formará parte del servicio Tren Limache-Puerto en 2028, luego del anuncio de extensión de este servicio hasta la comuna de La Calera.

## Historia
El ferrocarril de Santiago a Valparaíso fue una de las principales vías de transporte ferroviario de Chile, estableciendo una conexión entre la capital, Santiago, y el principal puerto del país, Valparaíso. Inaugurado en 1863, el tramo por Quillota originalmente cruzaba a la zona urbana, pero durante la década del 2000, la vía fue desplazada hacia las afuera de la zona urbana, y el terraplén se transformó en la avenida Carlos Condell desde el año 2004. La estación Quillota Sur se encuentra en la zona donde la antigua y nueva línea férrea bifurcan.

### Extensión Limache-La Calera
El proyecto de extensión del servicio de tren Limache-Puerto hacia La Calera es una iniciativa propuesta por la EFE con el objetivo de expandir el servicio ferroviario en la Región de Valparaíso, Chile. El servicio Limache-Puerto fue inaugurado el 23 de noviembre de 2005, facilitando la conexión entre las comunas de Valparaíso, Viña del Mar, Quilpué, Villa Alemana y Limache, comuna terminal del servicio. 
Es en octubre de 2016 que se anuncian las intenciones de extender el servicio hasta La Calera. En mayo de 2019, se adjudicó el proceso de Ingeniería Básica del proyecto con una duración prevista de 24 meses y una inversión de 7 millones de dólares. En 2023, se presentó un plan que contempla una inversión de 680 millones de dólares para extender el servicio, con el fin de beneficiar a las poblaciones de Quillota, La Cruz y La Calera. Se estima que las obras de construcción inicien en 2025, y hacia 2028 la ampliación del servicio hasta La Calera esté operativa, incluyendo a la estación Quillota Sur.

## Infraestructura
La Estación Quillota Sur está prevista para ser emplazada en un sector que, si bien se sitúa fuera del límite urbano, cuenta con vialidad que se ubica dentro de los límites establecidos por el Plan Regulador Comunal Vigente de Quillota. En las proximidades de este lugar, se hallan locales comerciales, viviendas y el  Hospital Biprovincial Quillota Petorca. Además, en sus cercanías, se encuentra la Ruta CH-60 y el Paso Inferior San Isidro, el cual será remodelado para ser más ancho.
La estación propuesta tendrá un acceso subterráneo simétrico a ambos andenes superiores. Este nivel subterráneo servirá como principal punto de ingreso y salida para los pasajeros del sistema de transportes. Se ha diseñado de modo que la zona libre de pago ofrezca espacio para cajeros automáticos, máquinas de autoservicio y máquinas expendedoras. Además, el diseño contempla la inclusión de locales comerciales, dimensionados de acuerdo con la afluencia proyectada de usuarios.
En cuanto a la conectividad con otros medios de transporte, el transporte público no circula por el camino San Isidro, sino que lo hace por la avenida Condell, una arteria de cuatro pistas con un bandejón central que conecta con la localidad de Quillota. El diseño arquitectónico de la estación se presenta en forma de "U", con entradas y salidas unidireccionales y una bahía de estacionamientos intermedia.